# Gülşah Hatun
Gülşah Hatun, död 1487, var en av gemålerna till den osmanska sultanen Mehmet II (regent 1451–1481).
Hennes ursprung är okänt, men hon var av allt att döma en slavkonkubin, och hade därmed troligen kristet ursprung. Hon blev 1450 mor till prins Şehzade Mustafa, som blev Mehmet II:s favoritson. Hennes son blev tronföljare, och hon följde med honom då han utsågs till guvernör i  Konya och sedan Kayseri 1466. Hennes son blev mördad 1474. Eftersom Mehmet II enligt sed avslutade sin relation med en kvinna så fort hon fött honom en son, blev Gülşah Hatun inte återkallad till hans harem. Hon fick istället ett underhåll och levde i Bursa, där hon avled.